# Randfeuerzündung

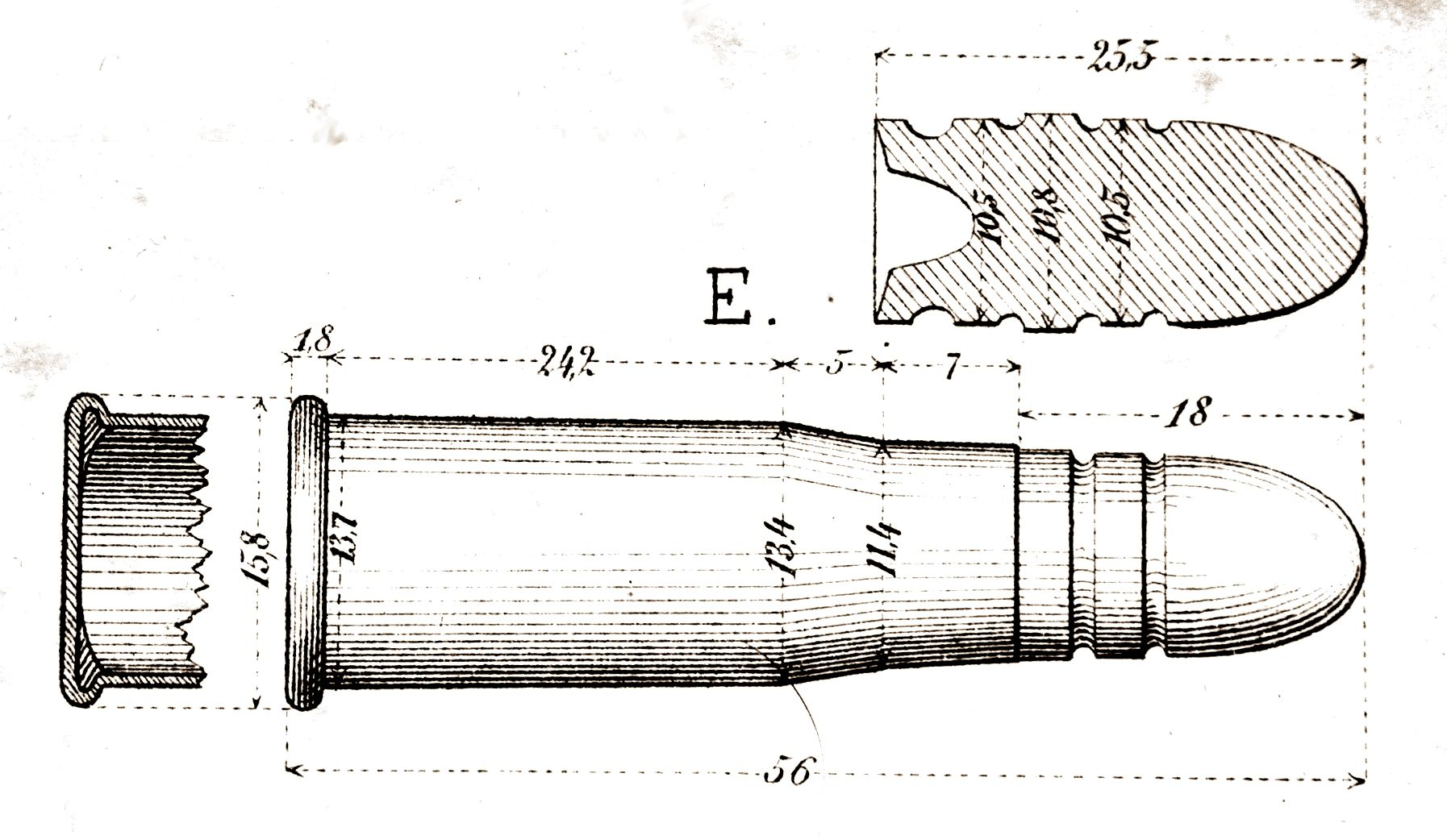
Vetterlipatrone Ord, 1869

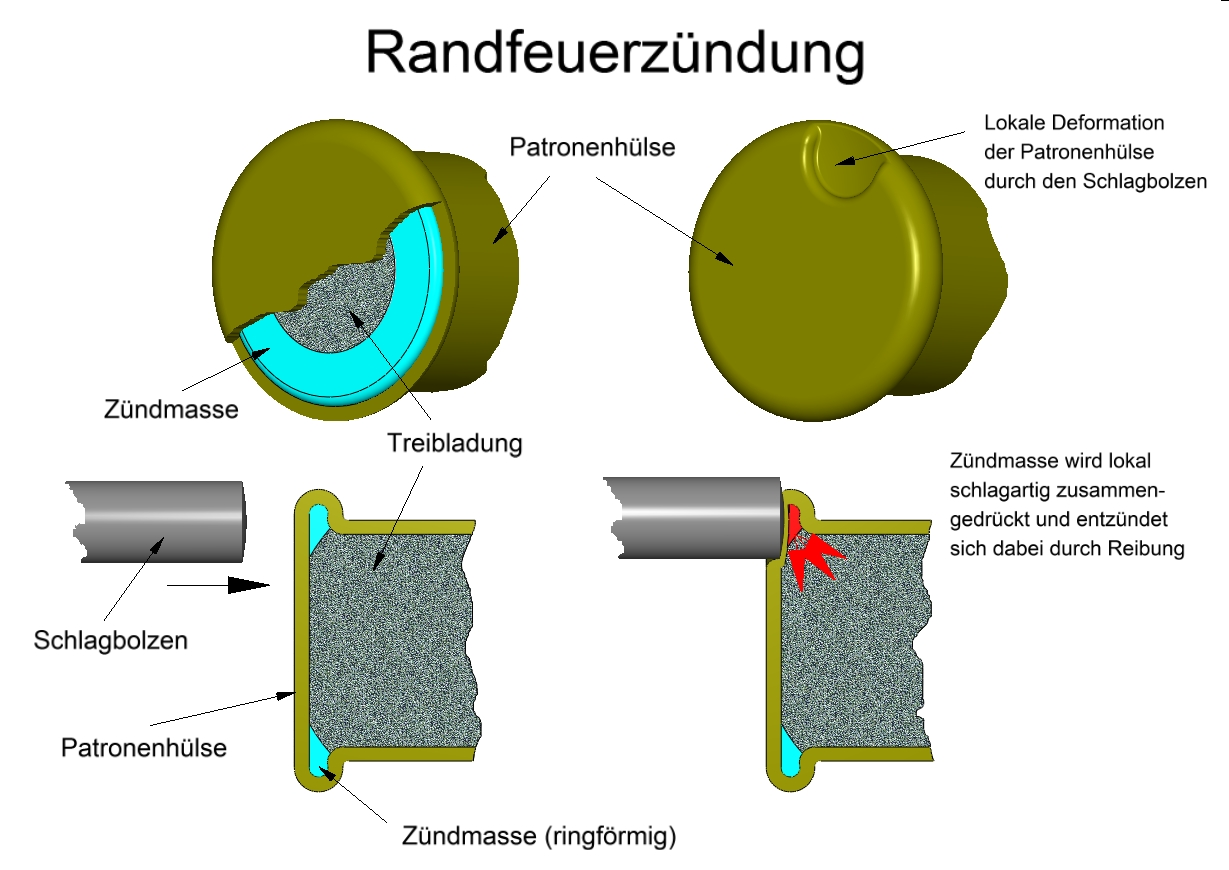
Zündung einer Randfeuerpatrone

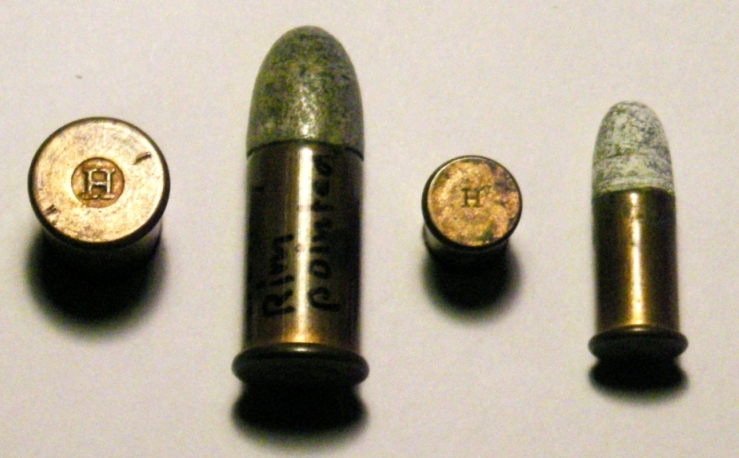
Von Winchester hergestellte Randfeuerpatronen .44 Henry und .32

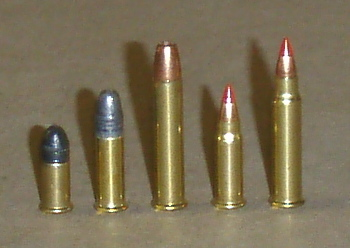
Randfeuerpatronen (v. l. n. r.): .22 kurz, .22 lfB, .22 WMR, .17 HM2, .17 HMR

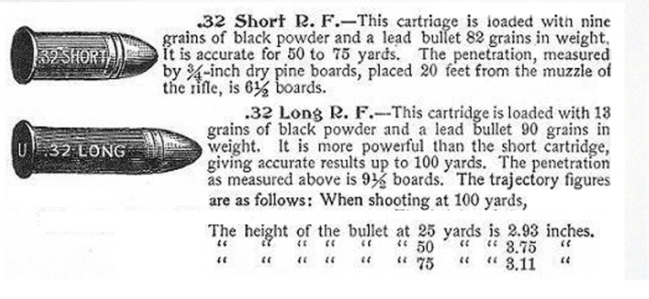
.32 Randfeuerpatronen

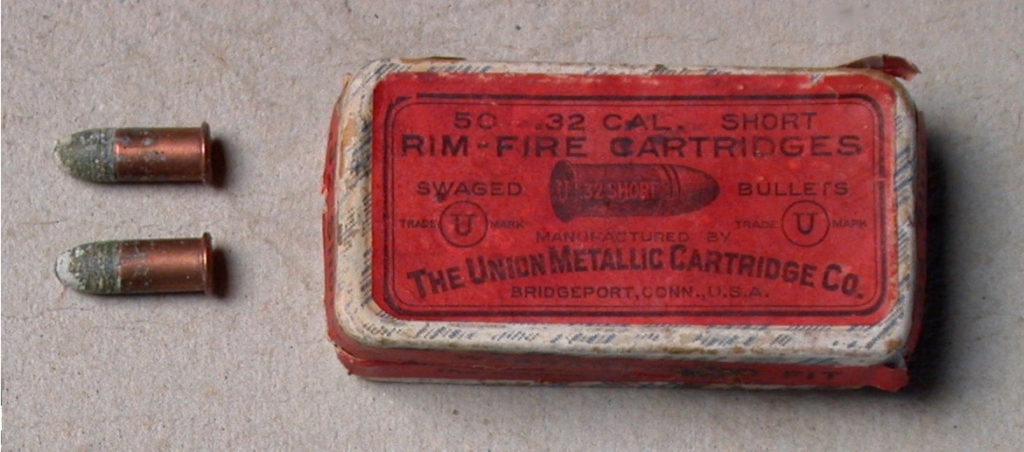
.32 UMC Randfeuerpatronen

Die Randfeuerzündung ist eine Zündungsart für Patronenmunition.

## Geschichte
Die Randfeuerpatrone, neben der Lefaucheuxpatrone eine der ersten Einheitspatronen mit Metallhülse, war ursprünglich eine Munitionsart, bei der das Zündmittel Knallquecksilber gleichzeitig das Treibmittel war. Erfinder war der französische Büchsenmacher Louis Nicolas Auguste Flobert, der diese Flobertpatronen seit 1845 für von ihm hergestellte Teschings verwendete und 1846 patentieren ließ. Die erste Firma, die Waffen für solche weiterentwickelten, mit einer zusätzlichen Pulverladung versehenen Patronen serienmäßig herstellte, war Smith & Wesson mit dem Revolver Smith & Wesson No 1 im Kaliber .22, dem Smith & Wesson No. 2 Army und dem Model 1 1/2, beide im Kaliber .32. Das erste in größerer Zahl verwendete Repetiergewehr mit Randfeuerpatronen im Kaliber .44 war das von Benjamin Tyler Henry 1860 entwickelte und im amerikanischen Sezessionskrieg eingesetzte Henry-Gewehr, welches bei der New Haven Arms Company (später Winchester Repeating Arms Company) bis 1866 hergestellt wurde.

## Technik
Anders als bei den heute meist üblichen Patronen mit zentral im Hülsenboden angeordnetem Zündhütchen („Zentralfeuerpatronen“) ist der Zündsatz bei Randfeuerpatronen in den Boden der Hülse und damit auch in die innen umlaufende Rille des außen überstehenden, hohlen Randes der Hülse eingegossen. Durch Aufschlagen des Schlagbolzens von hinten auf den Rand des Hülsenbodens wird dieser gequetscht, was die Zündung des in der Rille befindlichen Zündsatzes und in Folge des damit in Kontakt stehenden Treibladungspulvers auslöst.
Der Vorteil liegt in der einfachen und billigen Fertigung durch Tiefziehen der Hülsen, da keine zusätzlichen Teile und Fertigungsschritte wie Zündhütchen notwendig sind.
Nachteilig ist, dass die Zündung durch Quetschung des Randes eine geringe maximale Wandstärke bedingt, dies mindestens in diesem Bereich der Hülse.
Aus obigen Gründen (Tiefziehen, Zündung) wird für die Hülse weiches Material verwendet, anfangs Kupfer, später Messing mit hohem Kupfergehalt (Tombak). Der Verbrennungsdruck und somit auch die maximale Geschossenergie sind hierdurch begrenzt. Ein weiterer Nachteil ist, dass einmal abgeschossene Hülsen nicht nachgeladen werden können, weil der Hülsenrand durch den Schlagbolzenabdruck irreversibel beschädigt wird.
Um Zündversager zu vermeiden, waren die Henry-Gewehre, die Winchestergewehre Model 1866 sowie die schweizerischen Vetterligewehre mit Doppelzündung ausgerüstet, diese schlug auf zwei Seiten des Patronenrandes.
Heute ist die Randfeuerzündung vollständig aus dem militärischen Bereich verschwunden, findet aber noch breite Verwendung bei Kleinkaliber-Patronen, beispielsweise der Patrone .22 lfB oder der .22 WMR (Winchester Magnum Rimfire), die vorwiegend im Sportschießen und im Schießtraining benutzt wird, wo die Nachteile vernachlässigbar sind.

Im Weiteren wird diese Zündungsart bei Bolzensetzgeräten im Baubereich und Schlachtschussapparaten genutzt, sofern diese noch mit Treibladungskartuschen betrieben werden.

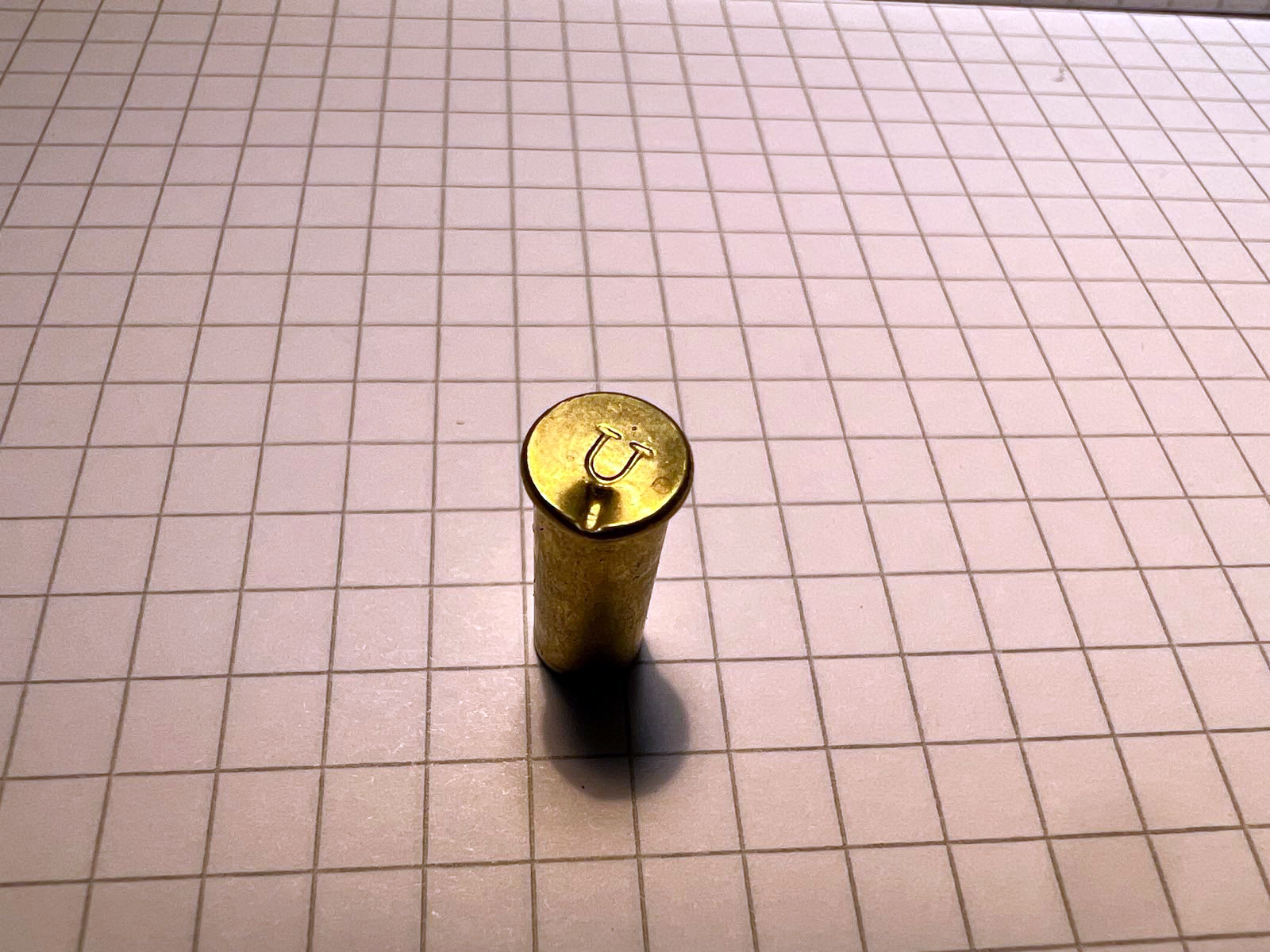
Abgefeuerte .22lfB Hülse, mit sichtbarer Kerbe durch den Schlagbolzen
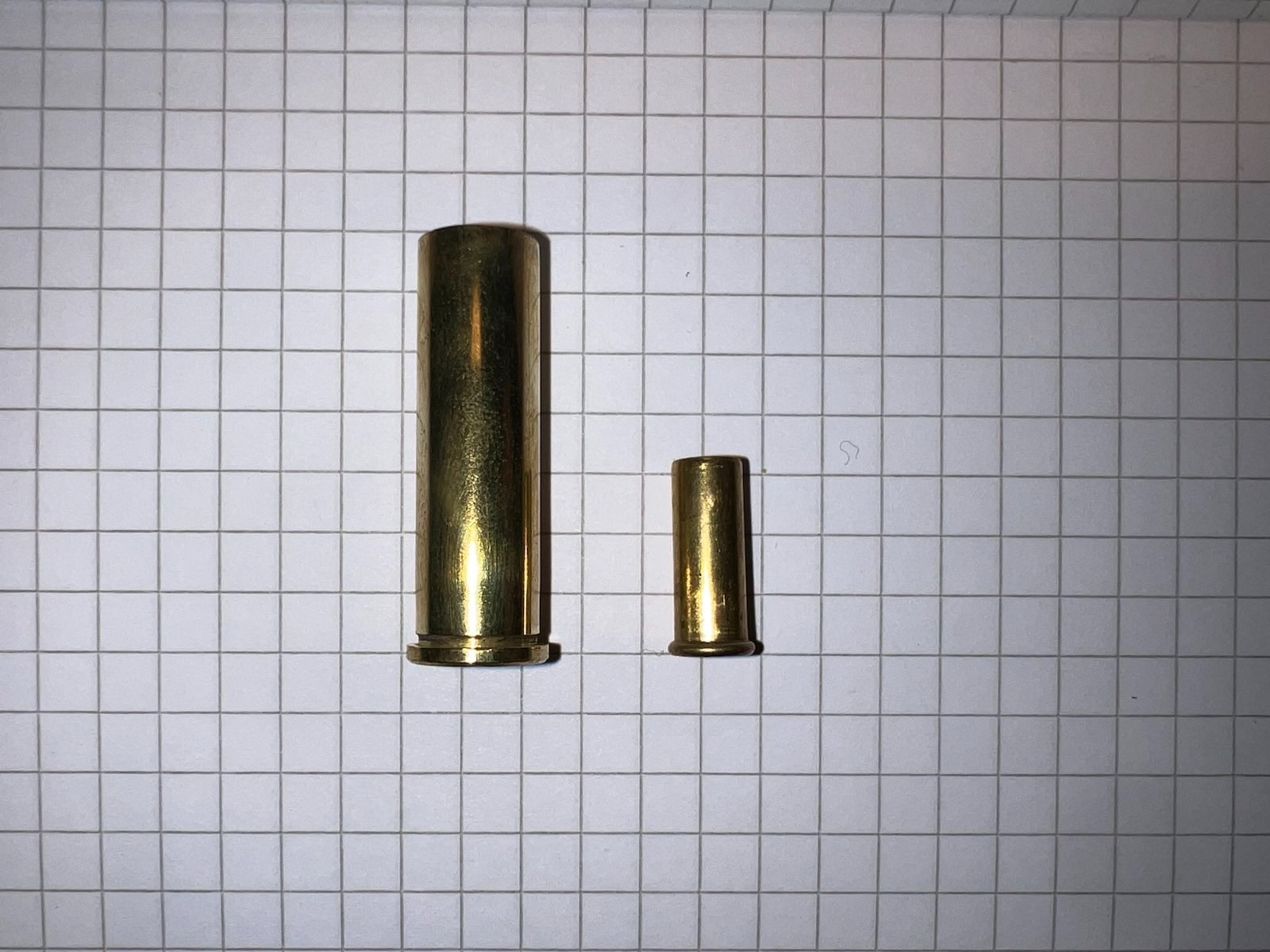
Durch den Rand optisch ähnlich: Randpatrone .357 Magnum mit Zentralfeuerzündung (links) und eine .22 lfB mit Randfeuerzündung (rechts)
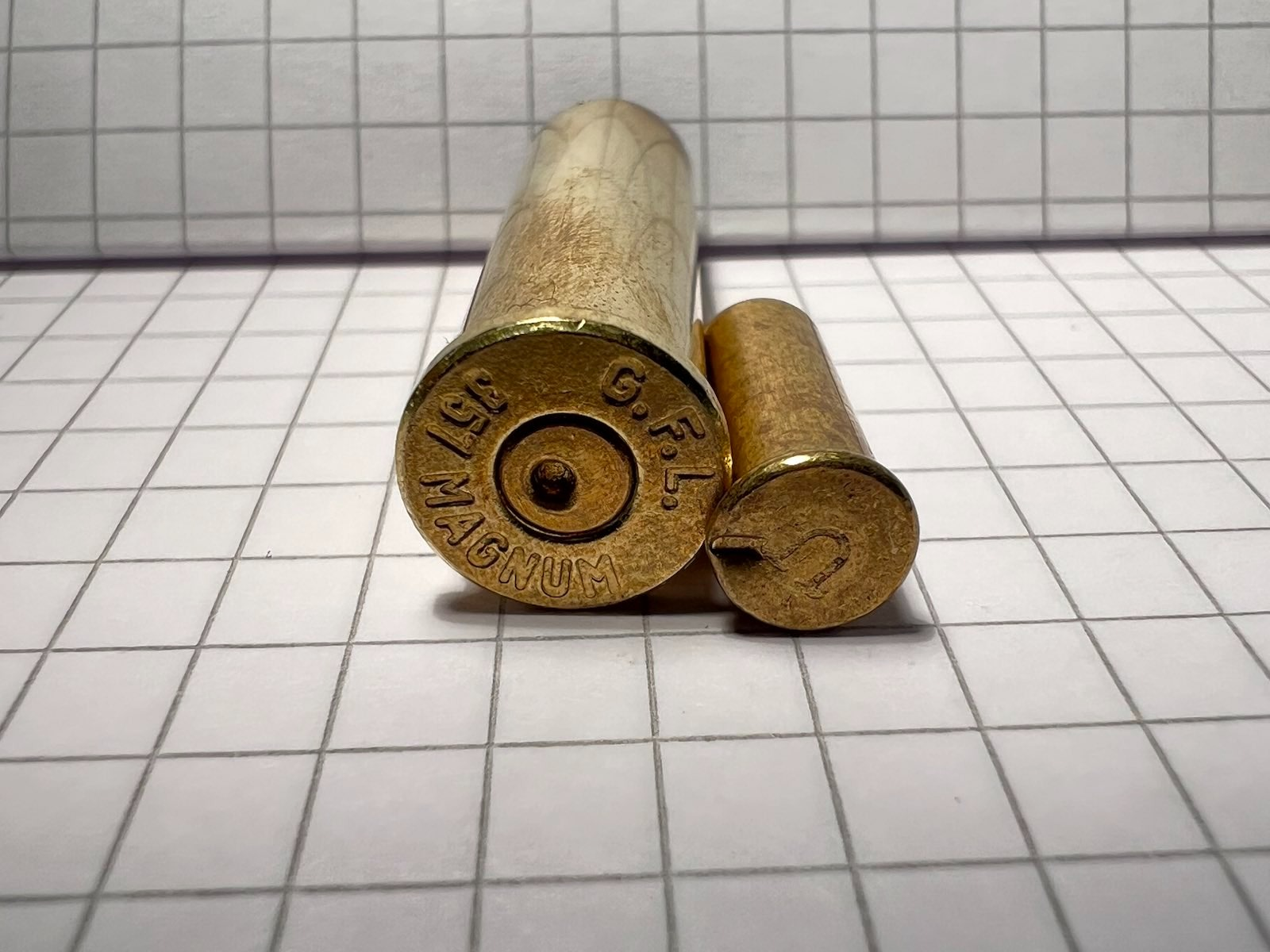
Randpatrone .357 Magnum mit Zentralfeuerzündung und Randfeuerpatrone .22 lfB (Beide Patronen sind sichtbar abgefeuert)

## Abgrenzung zu Randpatronen
Bei manchen Waffentypen, wie beispielsweise bei Revolvern und jagdlichen Kipplaufwaffen werden auch Randpatronen mit Zentralfeuerzündung verwendet. Der massive Rand dieser Patronen hat jedoch keinen Bezug zur Randfeuerzündung. Er verhindert, dass die Patrone im Patronenlager nach vorne gleitet, zudem dient er zum Ausziehen der abgeschossenen Hülse aus dem Patronenlager oder der Revolvertrommel anstelle einer Auszieherrille. Solche Patronen werden bei metrischer Bezeichnung mit einem „R“ gekennzeichnet, wie zum Beispiel die 7 × 65 mm R.